# Leopold Camp
Leopold Camp (Taufname Johannes Petrus; geboren 12. April 1699 in Metternich; gestorben 25. August 1750 in Himmerod) war ein deutscher Zisterzienser-Abt des Klosters Himmerod.

## Leben
Leopold Camp wurde als ältester Sohn des Hofpächters Johann Camp und dessen Ehefrau Katharina Heß auf dem Himmeroder Klosterhof Rohr in Metternich geboren. Nachdem er die Profess am 14. November 1717 abgelegt hatte, nahm er den Namen des Tagesheiligen Leopold an. 1720 wurde er zum Subdiakon, 1721 zum Diakon geweiht und am 2. Januar 1723 erhielt er die Priesterweihe. Camp war zunächst als Lehrer für Theologie im Kloster Himmerod tätig, wo er 1726 die Leitung der Hauslehranstalt übernahm. Nach dem Tod des Vorgängerabts Ferdinand Pesgen wurde er am 6. November 1731 zum 47. Abt des Klosters Himmerod gewählt. Die Bestätigung durch Erzbischof Franz Georg von Schönborn traf am 13. November 1731 ein, die Benediktion durch Weihbischof Lothar Friedrich von Nalbach erfolgte am 20. Januar 1732. Im Kloster sorgte sich Abt  Camp um eine gute Ausbildung seiner Mönche und zeigte sich auch sonst den Studien sehr aufgeschlossen. 1738 begründete er die Herz-Jesu-Bruderschaft im Zisterzienserinnenkloster Sankt Anna in Trier, 1739 begann er mit dem Neubau der barocken Abteikirche und 1741 stiftete er den Jahrespreis des Trierer Jesuitengymnasiums. Leopold Camp starb am 25. August 1750 und fand seine letzte Ruhestätte im Kapitelsaal. Sein Nachfolger wurde Anselm Raskop.